# Nelli Feriabnikova
Nelli Vasilievna Feriabnikova  (nacida el 14 de mayo de 1949 en Vorkuta, Unión Soviética) es una exjugadora de baloncesto rusa. Consiguió 9 medallas en competiciones oficiales con la URSS.